# 269 v.Chr.
Het jaar 269 v.Chr. is een jaartal volgens de christelijke jaartelling.

## Gebeurtenissen

### Italië
- Quintus Ogulnius Gallus en Gaius Fabius Pictor zijn consul in het Imperium Romanum.
- In de Romeinse Republiek worden voor het eerst zilveren munten (denarii) geslagen, op de munten verschijnt de godin Roma.
- In Rome wordt het aquaduct Anio Vetus in werking gesteld, het bouwwerk is 63.640 meter lang.
- De Romeinen voeren een guerrilla-oorlog tegen de Samnieten in de bergen van Samnium.
- Hiëro II van Syracuse verslaat de Mamertijnen in de Slag bij de Longanus en wordt tot koning van Syracuse uitgeroepen.

## Geboren
- Attalus I Soter (~269 v.Chr. - ~197 v.Chr.), koning van Pergamon